# Šušunja
Šušunja (cyr. Шушуња) – wieś w Czarnogórze, w gminie Podgorica. W 2011 roku liczyła 270 mieszkańców.